# Ермаљ Фејзулаху
Ермаљ Фејзулаху (алб. Ermal Fejzullahu; Приштина, 23. август 1988) албански је певач са Косова и Метохије.

## Детињство и младост
Рођен је 23. августа 1988. године у Приштини, у тадашњој Социјалистичкој Републици Србији. Син је познатог албанског певача, Сабрија Фејзулахуа.

## Приватни живот
Ожењен је Аријаном Фејзулаху и заједно имају четворо деце по имену Арт, Буна, Ера и Ана.